# جيرالد موس
جيرالد موس (بالإنجليزية: Gerald Moss)‏ هو لاعب كرة مضرب أمريكي سابق. حصل على المركز الثاني في البطولة الأمريكية لكرة المضرب سنة 1955 في الزوجي.

## النهائيات

### الوصافة
| السنة | البطولة           | الشريك              | المنافس                | النتيجة                 |
| 1955  | البطولة الأمريكية | وليام كويليان (تنس) | كوسي كامو أتسوشي مياجي | 3–6, 3–6, 6–3, 6–1, 4–6 |

## روابط خارجية
- جيرالد موس على موقع رابطة محترفي التنس (الإنجليزية)
- جيرالد موس على موقع أرشيف التنس.كوم (الإنجليزية)